# Spisak japanskih eksploziva iz Drugog svetskog rata
Ovo je kompletna lista japanskih eksploziva korišćenih tokom Drugog svetskog rata. Sortirano je prema primeni.
| Eksploziv                                                            | Tip                                            | Aplikacija                                          | Mornarica ili Vojska | Japanska oznaka                               | Komentari                                                                     |
| -------------------------------------------------------------------- | ---------------------------------------------- | --------------------------------------------------- | -------------------- | --------------------------------------------- | ----------------------------------------------------------------------------- |
| Živin fulminat Kalijum hlorat Antimon trisulfide                     | Sastav prajmera                                |                                                     | Vojska               | Bakufun                                       | Baruti Mk I i Mk III su prajmeri za municiju, Mk II je prajmer za upaljač     |
| Kalijum hlorat Antimon trisulfid                                     | Sastav prajmera                                |                                                     | I jedni i drugi      | -                                             | Najčešća smeša za prajmere sa osiguračima                                     |
| Živin fulminat                                                       | Inicijator u osiguračima i kapima za miniranje |                                                     | I jedni i drugi      | Raikoo (Thunder Mercury)                      |                                                                               |
| Olovo azid                                                           | Inicijator u osiguračima i kapima za miniranje |                                                     | I jedni i drugi      | Chikka Namari                                 | Najčešći inicijator                                                           |
| Tetril                                                               | Sub-booster                                    |                                                     | I jedno i drugo      | Meiayaku                                      | Pritisnuto.                                                                   |
| RDX                                                                  | Sub-booster                                    |                                                     | Vojska               | Shouyaku                                      | Pritisnuto. Često se koristi sa voskom                                        |
| 70% Trinitroanizol 30% HND                                           | Glavno punjenje, pomoćni pojačivač             | bombe, morske mine, dubinske bombe                  | Mornarica            | H2 kongo ili Type 98                          | Pritisnuto.                                                                   |
| TNT                                                                  | Glavno punjenje                                | Projektili, ručne bombe retko u bombama             | Vojska               | Chakatusuyaku (eksploziv u boji čaja)         | Obično se izlivaju u blokove umotane u papir                                  |
| Pikrinska kiselina                                                   | Glavno punjenje i glavno dopunsko punjenje     | bombe, projektili, morske mine, nagazne mine        | I jedno i drugo      | Ooshokuyaku (eksploziv žute boje) ili Shimose | Najčešće korišćeni pojačivač. Pritisnuto                                      |
| 66% Amonijum perhlorat 16% Silicijum karbid 12% drvena pulpa 6% ulje | Glavno punjenje                                | mine, dubinske bombe                                | Mornarica            | Type 88                                       | Rastresiti sivi prah. Osetljiv na trenje.                                     |
| Trinitroanisole                                                      | Glavno punjenje                                | Bombe                                               | Mornarica            | Type 91                                       | Blok                                                                          |
| 60% Trinitroanisole 40% RDX                                          | Glavno punjenje                                | bojeve glave torpeda                                | Mornarica            | Type 94                                       |                                                                               |
| 60% TNT 40% HND                                                      | Glavno punjenje                                | bojeve glave torpeda, dubinske bombe                | Mornarica            | Seigate ili Type 97                           | Liveni blokovi                                                                |
| 70% Trinitroanisole 30% HND                                          | Glavno punjenje                                | bojeve glave torpeda, dubinske bombe                | Mornarica            | Type 98                                       | Sipano u futrolu i bačeno                                                     |
| 81% Ammonium picrate 16% aluminijumski prah 2% drvena pulpa 1% ulje  | Glavno punjenje                                | dubinske bombe                                      | Mornarica            | Type 1                                        | Puder u prahu                                                                 |
| 60% TNT 24% HND 16% aluminijumski prah                               | Glavno punjenje                                | bojeve glave torpeda                                | Mornarica            | Otsu-B                                        |                                                                               |
| 25% TNT 75% Pikrinska kiselina                                       | Glavno punjenje                                | Bombe                                               | Vojska               | Chaooyaku                                     | Koristi se retko. TNT snižava tačku topljenja što ga čini pogodnim za livenje |
| 50% Picric acid 50% dinitronaftalen                                  | Glavno punjenje                                | projektili                                          | Vojska               | Oonayaku                                      | Koristi se retko. Dinitronaftalen pomaže livenje.                             |
| 90% Picric acid< 10% Vosak                                           | Glavno punjenje                                | projektili                                          | Vojska               | Ooshivaku                                     | Koristi se u nosu oklopnih projektila. Neosetljiv.                            |
| 70% TNT 30% dinitronaftalen                                          | Glavno punjenje                                | projektili                                          | Vojska               | Chanayaku                                     | Blok                                                                          |
| 70% do 50% TNT 30% do 50% RDX                                        | Glavno punjenje                                | bombe, projektili, nagazne mine i bangalore torpeda | Vojska               | Nigo tanooyaku (Mk2)                          | Blok                                                                          |
| 75% Amonijum nitrit 25% RDX                                          | Glavno punjenje                                | Bombe                                               | Vojska               | Anga yaku                                     |                                                                               |